# Stachytarpheta radlkoferiana
Stachytarpheta radlkoferiana là một loài thực vật có hoa trong họ Cỏ roi ngựa. Loài này được Mansf. miêu tả khoa học đầu tiên năm 1924.